# Норт Си (Њујорк)
Норт Си (енгл. North Sea) насељено је место без административног статуса у америчкој савезној држави Њујорк.

## Демографија
По попису из 2010. године број становника је 4.458, што је 35 (-0,8%) становника мање него 2000. године.
| Група             | 2000.         | 2010.         |
| Белци             | 4.103 (91,3%) | 3.536 (79,3%) |
| Афроамериканци    | 63 (1,4%)     | 48 (1,1%)     |
| Азијати           | 43 (1,0%)     | 69 (1,5%)     |
| Хиспаноамериканци | 238 (5,3%)    | 748 (16,8%)   |
| Укупно            | 4.493         | 4.458         |